# 효흠단황후
효흠단황후 여씨(孝欽端皇后 呂氏, ? ~ 만력 47년 10월(1619년))은 추존황제 예종(禮宗) 주상영(朱常瀛)의 정실부인이다.
만력 47년(1619년) 8월 계왕 주상영과 혼인하였으나, 그 해 10월 경에 훙서하였다. 남명의 영력제(永曆帝) 즉위한 에 계왕 주상영이 황제로 추존됨에 따라, 여씨도 황후로 추존되어 효흠정숙자경천소예보강성단황후(孝欽靜淑慈敬天昭豫保康聖端皇后)라는 시호를 받았다.